# Napoleonische Heraldik
Unter napoleonischer Heraldik wird die am 1. März 1808 durch Kaiser Napoleon I. ins Leben gerufene Neuordnung des französischen Wappenwesens verstanden, das auch im napoleonischen Königreich Italien verbindlich war.

## Merkmale
Eingeführt wurde die Neuordnung des französischen Wappenwesens mit der Schaffung des neuen Reichsadels – der noblesse impériale – des Ersten Französischen Kaiserreichs. Nach diesem neuen System sollten die Wappen einen neuen Inhalt bekommen und in erster Linie staatliche Würden, in zweiter die Identität des betreffenden Geschlechts symbolisieren. Alle Wappen wurden nach dem persönlichen Rang des Inhabers in der noblesse impériale klassifiziert.
Eine weitere wesentliche, wenngleich unheraldische, Neuerung war das Weglassen der heraldischen Helme. War die Phrygische Mütze (Symbol der Freiheit) noch ein Revolutionssymbol gewesen, wurden die alten Ritterhelme nun durch die Federhüte des Direktoriums ersetzt. Die an das französische Königreich erinnernden Lilien verschwanden aus den Wappen und wurden durch heraldische Bienen ersetzt (siehe: Napoleonische Bienen).
Diese neue napoleonische Heraldik weitete sich auf die Wappen der mit Napoleon verbündeten Rheinbundstaaten aus. Mit dem Sturz des Kaisers endete „das unheraldische System der napoleonischen Heraldik“. Im Gegensatz zur noblesse impériale wurde es auch im späteren Zweiten Kaiserreich Napoléons III. (1852–1870) nicht wieder eingeführt.
Dennoch übernahm später auch der „Bürgerkönig“ Louis-Philippe I. heraldische Elemente Napoleons in das Staatswappen der Julimonarchie: Dem Wappenmantel mit den Bourbonenlilien wurden der Orden der napoleonischen Ehrenlegion sowie die Trikoloren der Revolution aufgelegt, die gekreuzten Zepter mit der Schwurhand als Zeichen der Gerechtigkeit und dem Reichsapfel sind ebenfalls dem napoleonischen Kaiserwappen nachempfunden.

## Napoleonische Städteheraldik

Wappen Bremens als Stadt erster Ordnung (Bonne ville de l’Empire français, 1811–1813)

Eine weitere Eigenart der napoleonischen Heraldik war die Verleihung besonderer Wappen an Städte. Diese Städteheraldik wurde bisweilen auf die dem Kaiserreich angegliederten Städte ausgedehnt. So führten etwa die Städte Hamburg, Bremen, Köln, Mainz, Aachen und Genf diese neuen verordneten Wappen. Einige deutsche Städtewappen wurden auch gänzlich verändert, etwa erhielt Bremen einen gestürzten schwarzen Schlüssel im goldenen Feld (siehe Bremer Franzosenzeit).
Die Städte klassifizierte das neue System in drei Ordnungen.
- Städte erster Ordnung

Sie wurden Gute Städte des französischen Kaiserreiches (Bonnes villes de l’Empire français) genannt. Hier waren im roten Schildhaupt drei goldenen Bienen. Um den Schild war ein von roten Bändern umflochtener goldener Kranz gelegt, der rechts aus Olivenzweigen und links aus Eichenzweigen bestand. Auf dem Schild war ein Merkurstab und darüber eine hohe goldene Mauer mit einer sieben zinnigen Mauerkrone, aus der ein goldener Adler wuchs.
- Städte zweiter Ordnung

Im Schild war eine blaue rechte Vierung und darin ein von einem fünfstrahligen goldenen Stern überhöhtes goldenes „N“. Über dem Schild befand sich ein Merkurstab und eine hohe, den Schild bedeckende, silberne Mauerkrone mit fünf Zinnen. Um den Schild war ein silberner Kranz mit blauen Bändern gelegt.
- Städte dritter Ordnung

Im Schild befand sich eine rote linke Vierung mit silbernem, von einem fünfstrahligen Stern überhöhtem „N“. Über dem Schild ein mit goldenen Ähren gefüllter goldener Korb, an dem rechts ein grüner Kranz von Oliven-, links von Eichenzweigen mit roten fliegenden Bändern hing.

Wappen von Köln als Stadt erster Ordnung (Bonne ville de l’Empire français)
Wappen von Lier (Belgien) als Stadt zweiter Ordnung
Wappen von Pons als Stadt dritter Ordnung

## Napoleonische Adelswappen
Für den durch Dekrete vom 14. August 1806 und 1. März 1808 neu geschaffenen napoleonischen Adel (die noblesse impériale) diente die neue Heraldik in besonderem Maße zur Klassifizierung. Die noblesse impériale gliederte sich in fünf Rangstufen (chevalier de l’Empire, baron de l’Empire, comte de l’Empire, duc de l’Empire, prince de l’Empire).

### Kopfbedeckungen
Das napoleonische Wappenwesen nutzte zunächst unterschiedliche heraldische Kopfbedeckungen in Form von Federhüten (toques), um den Rang eines Wappeninhabers kenntlich zu machen:
| Adelsränge der noblesse impériale und in der napoleonischen Heraldik |                   |                   |                 |                  |                    |
| chevalier de l’Empire                                                | baron de l’Empire | comte de l’Empire | duc de l’Empire | grand-dignitaire | prince de l’Empire |

Die princes de l’Empire führten ihre Wappen mit einer goldenen Rangkrone, von der ein blauer, hermelingefütterter Mantel ausging. Ihnen protokollarisch gleichgestellt waren die grands-dignitaires (Großwürdenträger) des Kaiserreichs, die aber statt der Rangkrone eine schwarze Samtmütze mit einem Stulp von blau-silbernem Gegenfeh (Eisenhütlein) sowie weitere Amtssymbole erhielten (siehe unten). An der Mütze befand sich ein goldener Adler mit sieben fächerförmig gestellten, weißen, geschwungenen Federn. Die ducs de l’Empire führten eine Mütze wie die Großwürdenträger, jedoch hatte diese einem Stulp von Hermelin. Die comtes de l’Empire führten in ihren Wappen eine schwarze mit Gegenfeh (Eisenhütlein) versehene goldbordierte schwarze Samtkappe, um die ein goldener Reif mit einer Agraffe mit fünf silbernen Straußenfedern gelegt war. Die barons de l’Empire führten über ihren Wappen eine schwarze Samtkappe mit einem silberbordierten Stulp, der mit fünf silbernen kleinen Sternen belegt war. Am Stulp war eine silberne Agraffe mit drei Straußenfedern angebracht. Bei comtes und barons aus dem militärischen Adel war dieser Stulp von Gegenfeh (Eisenhütlein). War ein comte zudem Erzbischof, so war der Stulp von Gegenhermelin und goldener Agraffe, dazu kam – aus der kirchlichen Heraldik entlehnt – ein roter, breitkrempiger Hut mit gleichfarbigen, seidenen Schnüren, die verschlungen zu beiden Seiten des Schildes in fünf Quasten endeten. War der ein baron zudem Bischof, so befand sich über dem Schild ein breitkrempiger grüner Hut mit je vier grünen Quasten. Die chevaliers de l’Empire hatten eine schwarze Mütze mit grünem Stulp und weißem Federbusch.

### Wappenschild
Eine besondere Bedeutung erlangten in der napoleonischen Heraldik ferner das Schildhaupt sowie das rechte und linke Freiviertel des Wappenschildes.
- Die princes de l’Empire als höchste Klasse der noblesse impériale führten ihre Wappen mit einem blauen Schildhaupt, das mit dem goldenen napoleonischen Adler belegt war.
- Ein duc de l'Empire führte ein rotes Schildhaupt, das mit fünfstrahligen silbernen Sternen besät war.
- Ein comte de l’Empire führte im rechten Obereck ein blaues Freiviertel, das mit einem Symbol für das Amt des Wappeninhabers (siehe unten) belegt war. Derartige Vierungen gehen als Gösch ursprünglich auf britische Marineflaggen zurück. Entgegen der alten heraldischen Regel konnte ein solches Freiviertel in der napoleonischen Heraldik nach Bedarf vergrößert oder verkleinert werden. Bei gevierten und quergeteilten Schilden betrug es ein Viertel des Schildes, bei einer Teilung durch einen Balken reichte es bis zu diesem, bei Schilden mit Schildhaupt ragte es in diesen hinein. Enthielt der Schild einen Schrägbalken, so fiel die Diagonale des Freiviertels mit der des Balkens zusammen. Befand sich im Schild ein gemeines Kreuz, nahm das Freiviertel nicht das ganze obere Viertel ein.
- Ein baron de l’Empire führte analog dazu im heraldisch linken Obereck ein rotes Freiviertel, das mit einem Symbol für das Amt des Wappeninhabers (siehe unten) belegt war. Wie im Fall der comtes konnte das Freiviertel nach Bedarf vergrößert oder verkleinert oder anderweitig angepasst werden.
- Die Wappen der chevaliers de l’Empire enthielten ein rotes Heroldsbild, das – mit Ausnahme des Schildhauptes und des Freiviertels im linken Obereck – nahezu jede für Heroldsbilder etablierte Form haben konnte. War der betreffende chevalier Mitglied der Ehrenlegion, so war das rote Heroldsbild mit einem fünfarmigen silbernen Kreuz belegt, bei allen übrigen chevaliers stand an dieser Stelle ein Symbol für das Amt des Wappeninhabers (siehe unten).

| Wappenschild eines prince de l’Empire | Wappenschild eines duc de l’Empire | Wappenschild eines comte de l’Empire | Wappenschild eines baron de l’Empire | Wappenschild eines chevalier de l’Empire |

### Amtssymbole (Auswahl)

#### Großwürdenträger

Wappen des duc de Parme mit den ihm als Großwürdenträger zustehenden Abzeichen sowie dem Großkreuz der Ehrenlegion.

Die von Napoleon ernannten Großwürdenträger des Französischen Kaiserreichs hatten als princes grands-dignitaires auch dann den protokollarischen Rang von princes, wenn sie nicht princes de l'Empire der noblesse impériale waren, und dies spiegelte sich auch in ihren Wappen wider. So führten ducs de l'Empire, die zur Gruppe der Großwürdenträger zählten, anstatt des an sich für ducs vorgesehenen sternenbesetzten roten Schildhauptes das blaue Schildhaupt der princes, das jedoch in diesen Fällen nicht mit dem goldenen napoleonischen Adler, sondern mit goldenen heraldischen Bienen („Napoleonische Bienen“) versehen war. Auf dem Schild befand sich die heraldische Kopfbedeckung ihres Adelsranges, dahinter gingen helmdeckenartige goldene Arabesken hervor. Ferner stand ihnen ein innen mit Hermelin gefütterter, außen blauer und mit goldenen Bienen besäter Wappenmantel zu, der oben von einer hermelingestulpten blauen, dem Kurhut ähnlichen Ehrenmütze (bonnet d’honneur) gehalten wurde.
Jene Personen, die dem Stand der princes de l'Empire in der noblesse impériale angehörten und zudem ein Großwürdenträger-Amt bekleideten, führten in ihrem blauen Schildhaupt sowohl die goldenen Bienen der Großwürdenträger als auch den goldenen Adler der princes. Ihre Wappenmäntel und ihre Rangkronen entsprachen denen der übrigen princes de l'Empire.

#### Amtssymbole fürcomtes

Wappen von Jean Sérurier: das blaue Freiviertel im rechten Obereck (comte de l’Empire) belegt mit dem Amtssymbol eines Senators

Ein comte de l’Empire führte im rechten Obereck ein blaues Freiviertel, das mit einem Symbol für das Amt des Wappeninhabers belegt war. Als Symbole kamen in Frage:
- Diplomat: Ein silberner Löwenrumpf.
- Erzbischof: Ein goldenes, die Ränder berührendes Tatzenkreuz.
- Grundbesitzer: Eine aufrechte goldene Ähre.
- Militär: Ein aufrechtes, silbernes und goldbegrifftes Schwert.
- Minister: Ein nach rechts gewendeter, rotbezungter, goldener Löwenrumpf.
- Mitglied des Staatsrates: Das Freiviertel golden und blau gewürfelt.
- Mitglied des Wahlkollegiums: Ein schrägrechts gestellter, goldener Eichenzweig.
- Präfekt: Eine goldene Mauer, darüber ein goldener Eichenzweig.
- Bürgermeister: wie bei Präfekten, jedoch ohne Eichenzweig.
- Präsident der gesetzgebenden Körperschaft: Die goldenen Gesetzestafeln Moses.
- Präsident des Wahlkollegiums: Drei seitlich aneinanderhängende, goldene, aufrechte Wecken als Symbole für Wahlzettel.
- Senator: Ein ovaler, goldgefasster Handspiegel. Der Griff des Spiegels war von einer nach rechts züngelnden Schlange umgeben.
- Amtsträger im Haushalt des Kaisers: Zwei auf einem Postament stehende goldene Säulen, außen begleitet von den goldenen Buchstaben „D“ und „A“ („Domus Altissima“), darüber ein goldenes Spitzdach.
- Amtsträger im Haushalt kaiserlicher Prinzen: wie bei Amtsträgern im Haushalt des Kaisers, jedoch die Buchstaben „D“ und „J“ („Domus Julii“) innerhalb der Säulen.

#### Amtssymbole fürbarons

Wappen von Jean-Pierre Augereau: das rote Freiviertel im linken Obereck (baron de l’Empire) belegt mit dem Amtssymbol eines Militärs

Ein baron de l’Empire führte im linken Obereck ein rotes Freiviertel, das mit einem goldenen Symbol für das Amt des Wappeninhabers belegt war. Als Symbole kamen in Frage:
- Diplomat: Ein silberner Löwenrumpf.
- Bischof: Ein schwebendes, silbernes, gemeines Kreuz.
- Gelehrter: Ein silberner Palmenzweig.
- Grundbesitzer: Eine aufrechte silberne Ähre.
- Militär: Ein aufrechtes, silbernes und goldbegrifftes Schwert.
- Mitglied des Sanitätscorps: Ein schrägrechter, silberner Palmenzweig.
- Sanitätsoffizier der Armee: Ein schräglinks gestürztes, silbernes Schwert.
- Mitglied des Staatsrates: Das Freiviertel golden und rot gewürfelt.
- Mitglied des Wahlkollegiums: Ein schrägrechts gestellter, silberner Eichenzweig.
- Präfekt: Eine silberne Mauer, darüber ein silberner Eichenzweig.
- Bürgermeister: wie bei Präfekten, jedoch ohne Eichenzweig.
- Präsident des Wahlkollegiums: Drei seitlich aneinanderhängende, silberne, aufrechte Wecken als Symbole für Wahlzettel.
- Präsident und Generalprokurator des kaiserlichen Hofes: Eine schwarze, hermelinbesetzte Prokuratorenmütze.
- Präsident und Generalprokurator des Kassationshauses: Eine silberne Waage.
- Unterpräfekt: Ein silberner, reich befruchteter Eichenzweig.
- Amtsträger im Haushalt des Kaisers: Zwei auf einem Postament stehende silberne Säulen, außen begleitet von den silbernen Buchstaben „D“ und „A“ („Domus Altissima“), darüber ein silbernes Spitzdach.
- Amtsträger im Haushalt kaiserlicher Prinzen: wie bei Amtsträgern in Haushalt des Kaisers, jedoch die Buchstaben „D“ und „J“ („Domus Julii“) innerhalb der Säulen.

### Wappenmäntel und -decken
Bei den princes de l'Empire war der Wappenschild von einem blauen, hermelingefütterten Mantel umgeben, der oben mit einer Rangkrone zusammengehalten wurde. Bei ducs de l'Empire ging der Wappenmantel aus der auf dem Schild aufruhenden heraldischen Kopfbedeckung (siehe oben) hervor, war außen blau und innen mit weißem Gegenfeh (Eisenhütlein) gefüttert. Bei den Wappen vergleichbarer Titel im napoleonischen Königreich Italien war der Wappenmantel außen grün.
Bei comtes de l’Empire gingen aus der heraldischen Kopfbedeckung helmdeckenartige goldene Arabesken hervor, die den Wappenschild umrahmten. War der betreffende comte Senator oder Inhaber des Großkreuzes der Ehrenlegion, so war der Schild zudem von einem golden gefütterten blauen Wappenmantel umgeben. Bei barons de l’Empire waren die aus der heraldischen Kopfbedeckung hervorgehenden Arabesken silbern.
| Wappen eines prince souverain (Jean-Baptiste Bernadotte), dazu Marschallstäbe und Großkreuz der Ehrenlegion | Wappen eines duc de l’Empire (Louis-Nicolas Davout, duc d'Auerstaedt), dazu Marschallstäbe und Großkreuz der Ehrenlegion | Wappen eines comte de l’Empire (Joseph Fouché, 1808) | Wappen eines baron de l’Empire (Oberst Jean-Chrysostôme Calès), dazu Offizierskreuz der Ehrenlegion | Wappen eines chevalier de l’Empire als Ritter der Ehrenlegion: Jean-Marie-Joseph Emmery |

### Heraldische Kronen

Kaiserkrone Napoléons I.
Kaiserkrone Napoléons III.
Krone souveräner princes de l'Empire

### Beispiele für Sonderfälle
- Kaiserwappen: Der Kaiser führte über seinem mit dem napoleonischen Adler geschmückten Schild die Kaiserkrone. Hinter dem Schild kreuzten sich zwei lange goldene Zepter. Das rechte zeigte eine silberne Schwurhand als Zeichen der Gerechtigkeit, das linke eine goldene, den gekrönten Kaiser Karl den Großen mit Zepter und Reichsapfel darstellende Figur.
- Das Wappen von Joachim Murat als Großherzog von Berg (reg. 1806–1808) war eine napoleonische Schöpfung. Es zeigte im silber-rot gespaltenen Schild einen silbernen Doppelanker (er war gleichzeitig Großadmiral des französischen Reiches). Rechts von der Mitte des Ankers zeigt es einen roten Löwen (für Berg), links einen Lilienzepterstern (für Kleve), in der Mitte einen blauen Herzschild mit einem goldenen Adler auf einem Donnerkeil (für den großherzoglichen Titel). Das Wappen wurde von der Kette der Großkreuz-Ritter der Ehrenlegion umschlossen. Auf der mit goldenen Bienen besäten Wappendecke zwei kreuzweise gelegte Marschallstäbe.
- Louis-Alexandre Berthier bekleidete als vice-connétable das Amt eines Großwürdenträgers des Kaiserreichs, erhielt von Napoleon zwei Adelstitel als prince de l'Empire (de Neuchâtel et de Valangin und de Wagram) und war zudem Maréchal d’Empire sowie Großkreuz-Ritter der Ehrenlegion. Sein Wappen zeigte im blauen Schildhaupt daher sowohl die heraldischen Bienen der Großwürdenträger als auch den napoleonischen Adler der princes de l'Empire.
- Francesco Melzi d’Eril wurde 1807 von Napoleon in seiner Rolle als König von Italien der Titel eines Duca di Lodi verliehen, der an die Schlacht bei Lodi von 1796 erinnern sollte. Melzi d’Eril erhielt dazu ein Wappen mit dem für französische ducs de l'Empire vorgesehenen sternenbesetzten roten Schildhaupt, doch war der Wappenmantel – da es sich um einen italienischen Titel handelte – anders als bei den ducs der noblesse impériale außen grün.

Wappen Napoleons als Kaiser der Franzosen
Wappen Murats als Großherzog von Berg
Wappen Berthiers mit den Schildhäuptern eines Großwürdenträgers und prince de l'Empire
Wappen Melzi d’Erils mit dem Schildhaupt eines duc de l'Empire, aber grünem Wappenmantel für das Königreich Italien